# Pyhtää

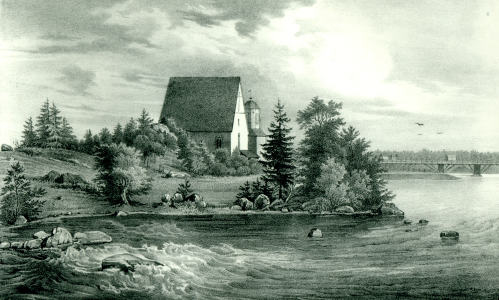
Nhà thờ thời Trung cổ của Pyhtää/Pyttis.

Pyhtää bằng tiếng Phần Lan or Pyttis trong tiếng Thụy Điển là một đô thị của Phần Lan.
Vị trí ở tỉnh Nam Phần Lan and is part of the Kymenlaakso (tiếng Thụy Điển Kymmenedalen) vùng. Đô thị này có dân số 5.209 người (2003) và diện tích 297,27 km², trong đó có 8,92 km² (3,44 mi²) là diện tích mặt nước. Mật độ dân số là 18,1 người trên mỗi km² (46.9/mi²).

Huy hiệu.

Đô thị này sử dụng hai thứ tiếng, đa số nói tiếng Thụy Điển và thiểu số nói tiếng Phần Lan.

## Các làng
- Broby (tên trước đây Storkuppis) (Tiếng Phần Lan Siltakylä)
- Fagerö (tiếng Phần Lan Kaunissaari)
- Heinlax (tiếng Phần Lan Heinlahti)
- Hinkaböle
- Hirvikoski (tên trước đây Österhirvikoski)
- Klåsarö (tiếng Phần Lan Loosari)
- Malm (tiếng Phần Lan Malmi),
- Mogenpört (tiếng Phần Lan Munapirtti)
- Pörtnor (tiếng Phần Lan Pirtnuora)
- Stensnäs (tên trước đây Lillkuppis) (tiếng Phần Lan Kiviniemi)
- Storabborrfors (tiếng Phần Lan Suur-Ahvenkoski)
- Tuskas (tiếng Phần Lan Tuuski) (De jure thuộc Mogenpört)
- Västerby (tên trước đây Västerkuppis) (tiếng Phần Lan Länsikylä)
- Västerkvarnby (tiếng Phần Lan Länsimyllykylä)
- Västerkyrkoby (tiếng Phần Lan Länsikirkonkylä)
- Österkvarnby (tiếng Phần Lan Itämyllykylä)
- Österkyrkoby (tiếng Phần Lan Itäkirkonkylä)